# Wolfgang Brandenstein
Wolfgang Brandenstein (* 24. April 1929 in Berlin; † 20. April 2021 in Erkner) war ein deutscher Rundfunkmoderator, Fernsehunterhalter und Schlagertexter. Seine maßgeblichen Erfolge hatte er für das Schallplatten-Label AMIGA sowie in den Hörfunk- und Fernsehprogrammen der DDR.

## Leben und Werk
Der 1929 in Berlin geborene Wolfgang Brandenstein gehörte zu den Mentoren der DDR-Unterhaltungskunst. Nach dem Studium u. a. der Psychologie arbeitete er als Ansager, Conférencier, Schlagertexter, Quizmeister, Regisseur, Ensemble-Leiter und als Moderator von Rundfunk- und Fernsehsendungen. Bekannt wurde er u. a. durch den Schlagercocktail beim Deutschlandsender oder mit der Fernsehsendung Was darf´s denn sein? fragt Wolfgang Brandenstein.
Diese bunte Samstagabend-Fernsehshow wurde vom 11. Oktober 1958 bis zum 29. Mai 1960 in 14 Ausgaben aus verschiedenen Orten der DDR – so zum Beispiel Rostock, Jena, Sonneberg und Magdeburg – live übertragen. Die Auftaktsendung aus dem Kultursaal der Chemischen Werke Buna in Schkopau war gleichzeitig die Bildschirmpremiere für die damals 17-jährige Schauspielerin Jutta Hoffmann, die auf Brandensteins Auflassung, dass derjenige die Runde gewinnt, der mit dem meisten angesparten Kleingeld auf die Bühne kommt, mit einer großen Zigarrenkiste voller Pfennige in der Fernseh-Show erschien und danach bis zu ihrem Abitur als Assistentin für weitere Folgen engagiert wurde.
Als Regisseur prägte Wolfgang Brandenstein die Bühnenprogramme Hallo Eberhard! mit Eberhard Cohrs und Horst Feuerstein. Im Jahr 1966 formierte der unter Kollegen Pelle genannte Brandenstein das Wolfgang-Brandenstein-Ensemble, aus dem dann 1968 der Gerd Michaelis Chor (ab 1976 Cantus-Chor) hervorging. Für den Friedrichstadt-Palast schrieb Wolfgang Brandenstein verschiedene Revueprogramme, die er auch inszenierte und moderierte. Über 3.000 Schlager- und Liedtexte stammen aus der Feder Wolfgang Brandensteins, darunter viele Hits der DDR-Unterhaltungskunst – zum Beispiel für Chris Doerk, Inka Bause, Alla Pugatschowa, Dean Reed, Nina Lizell, Monika Herz, Roland Neudert, Frank Schöbel, Hartmut Schulze-Gerlach, Molly-Sisters, Regina Thoss und Wolfgang Lippert.
Eine Reihe von ausgewählten Schlagern textete Brandenstein für die Fernsehshows Ein Kessel Buntes und Klock 8, achtern Strom. Das gilt auch für den DEFA-Musikfilm Nicht schummeln, Liebling! Besonders mit dem Komponisten Gerhard Siebholz und Arndt Bause bildete Brandenstein ein erfolgreiches Gespann. Im Jahr 1973 wurde er mit dem Kunstpreis der DDR ausgezeichnet. Brandensteins Gespür für schlagerwirksamen Wortwitz belegen seine beiden Evergreens Kinder, Kinder, ich hab keinen Zylinder für Will Brandes und Erna kommt für Wolfgang Lippert.
Bis 2015 wirkte Wolfgang Brandenstein mehr als 15 Jahre als ehrenamtlicher Kurator in der Abteilung Textdichter der GEMA-Sozialkasse. Er lebte mit seiner Frau Elvira am Rande von Berlin.

## Sendungen als Moderator/Spielmeister (Auswahl)
- 1958–1960: Was darf's denn sein? - Fragt Wolfgang Brandenstein, Samstagsabend-Mitmach-Show, 14 Ausgaben, Deutscher Fernsehfunk
- 1960–1962: Gesucht und gefunden, Familienspielshow, 8 Sendungen, Erstausstrahlung: 22. Oktober 1960, Deutscher Fernsehfunk
- 1965–1966: Schlager heute - Das Neueste von Rundfunk und Schallplatte, vorgestellt von Wolfgang Brandenstein, 4 Teile, Erstausstrahlung: 26. Mai 1965, 20.00 Uhr, Deutscher Fernsehfunk
- Schlagercocktail, Hörfunk-Magazin, Deutschlandsender

## Schlager-Texte (Auswahl)
- 1963: Papagei-Twist – Ruth Brandin
- 1964: Ich hab keinen Zylinder – Will Brandes
- 1964: Fahr doch allein Karussell – Ellen Tiedtke
- 1964: Mich hat noch keiner beim Twist geküsst – Ruth Brandin
- 1966: Die erste Nacht am Meer – Regina Thoss
- 1966: Immer, wenn du lachst – Britt Kersten
- 1967: Der Minirock – Horst & Benno
- 1968: La Bostella bei Tante Ella – Britt Kersten & Bert Hendrix
- 1969: Wer hat sie gesehn? – Michael Hansen
- 1969: Wirst du geh´n – Horst Krüger
- 1970: Der Mädchenchor – Frank Schöbel
- 1970: Es gibt so viel Schönes im Leben – Frank Schöbel
- 1970: Links von mir, rechts von mir – Frank Schöbel & Chris Doerk
- 1970: Sieh mal an – Horst & Benno
- 1971: Der Briefträger kommt – Skaldowie
- 1972: Als sei nichts geschen´n – Frank Schöbel
- 1973: Manja – Frank Schöbel
- 1973: Seh ich sie – Frank Schöbel
- 1974: Keine Angst, kühler Mann – Chris Doerk
- 1974: Ich hab mit dir das Meer entdeckt – Chris Doerk
- 1974: Isabell – Muck
- 1974: Ich steig aufs Dach – Uschi Brüning
- 1976: Das war ein Meisterschuss – Hauff & Henkler
- 1977: He, kleine Linda – Muck
- 1977: Sunny, ein Tag begann – Andreas Holm
- 1977: Omnibuslied – Pionierchor Omnibus
- 1978: Die Molly-Sisters – Molly-Sisters
- 1978: Du bist ein Teufel – Jürgen Walter
- 1980: Guten Tag, schönes Kind – Roland Neudert
- 1983: Erna kommt – Wolfgang Lippert
- 1984: Erna kommt – Hugo Egon Balder (Ariola)
- 1984: Ich hab keinen Zylinder – Hauff & Henkler
- 1986: Ganz tief in mir – Kerstin Rodger
- 1988: Dann schlag ich zu – Hendrik Bruch
- 1990: Ick hab Dich lieb – Helga Hahnemann
- 1991: Mach' dir mal keen Kopp – Helga Hahnemann
- 2015: Erna kommt – Captain Cook und seine singenden Saxophone
- 2015: Das war ein Meisterschuss – Captain Cook und seine singenden Saxophone
- 2018: Erna kommt – Ross Antony

## Publikationen
- 1971: Wolfgang Brandenstein: Besuch im Schallplatten-Studio, in: Schlagerkaleidoskop - Interpreten, Fotos, Themen, Herausgeber: Hans-Jürgen Voigt, Lied der Zeit Musikverlag Berlin, S. 9–15.